# Grizzy és a lemmingek
A Grizzy és a lemmingek (eredeti cím: Grizzy et les Lemmings) francia 3D-s számítógépes animációs sorozat, a Studio Hari produkciója. A sorozatot 2016 októbere óta vetíti a Boomerang, amely a forgalmazója is a Hari International mellett. A műsor alkotói Josselin Charier és Antoine Rodelet. Egy epizód 7 perces, így ezeket hármasával mutatják be. A sorozatot Magyarországon – az eredeti adóhoz hasonlóan – a Boomerang sugározza.Később a TV2 Kids is műsorára tűzte. 
Az epizódok magyar címét Horváth-Töreki Gergely mondja be.

## Cselekmény
Valahol az erdő mélyén van egy erdészlak (Kanadában), amely – mialatt az erdész távol van – látszólag teljesen elhagyatott. Ám amint az erdész elhagyja az épületet, eltör rejtekéből az erdei grizzlymedve, elfoglalja a házat és ott múlatja az idejét. Bármely kellemes is neki, kénytelen együtt élni a bajkeverő lemmingekkel, akik szintén az erdőben élnek, s szintén az erdészlakra fáj a foguk.

## Szereplők

### Grizzy
A termetes hím grizzly, akit nagyon idegesítik a bajkeverő lemmingek. Imádja a mogyorókrémet (The Yummy Cream), de ennek elfogyasztására nincs sok esélye a lemmingek miatt, akik szintén imádják ezt a desszertet. Az idegesítő rágcsálók rendszeresen bajba keverik, ezért gyakran kiebrudalja a lemmingeket az erdészlakból.

### Lemmingek
Az apró rágcsálók, akik rendszeresen összetűzésbe kerülnek Grizzy-vel. Ennek oka, hogy egyaránt szemet vetnek az erdészházra, s a lemmingek gyakran olyan elfoglaltságot választanak, amivel idegesítik a medvét. Általában egymásra ülve, tornyot alkotva közlekednek. Különös visító hangokkal kommunikálnak egymással.

### Leány medve
Néhány részben feltűnő szereplő, nőstény medve. Grizzy rajong érte, de bárhogy is próbál udvarolni a lány medvének, a lemmingek tönkreteszik a tervét.

## Epizódok

### 1. évad (2016–2017)
| Magyar cím                    | Eredeti cím                    |
| ----------------------------- | ------------------------------ |
| Jeges medve                   | Polar Bear                     |
| Mackókrém                     | Bear Spread                    |
| Mobilmaci                     | Cellular Bear                  |
| Dinó-parti                    | Jurassic Bear                  |
| Extrém edzés                  | Extreme Fitness                |
| Házi robotok                  | Domestic Robots                |
| Tömeges irányítás             | Mass Control                   |
| Irányított medve              | Bear Under Control             |
| Kukorica-parti                | Popcorn Party                  |
| Medvetánc                     | Dancing with the Bears         |
| Szerepcsere                   | Role Change                    |
| Energiabomba                  | Lemming Tonic                  |
| Viszketés                     | Bear Itch                      |
| Szomjoltó                     | Thirst Quencher                |
| Póklemmingek                  | Spider Lemmings                |
| Zsákba medve                  | Random Bear                    |
| Közvetítési lemming           | Lemming Interference           |
| Magasfeszültségű medvetámadás | High Voltage Bear Attack       |
| Medveszag                     | Bear Scents                    |
| Szerencsemaci                 | Bear Luck                      |
| Mágnesmedve                   | Magnetic Bear                  |
| Elvarázsolt medve             | Bear Charm                     |
| A medve legjobb barátja       | Bear's Best Friend             |
| Super Grizzly Bros            | Super Grizzly Bros             |
| Áltestvér                     | Fake Brother                   |
| Elmecsavarodás                | Mind A Whirl                   |
| Méretes probléma              | A Sizeable Problem             |
| Kincses medve                 | Treasure Bear                  |
| Őfelsége szolgálatában        | In the Service of His Majesty  |
| Maciművészet                  | Bear Art                       |
| Boldog szülinapot, lemmingek! | Happy Birthday Lemmings!       |
| A virág hatalma               | Flower Power                   |
| Teleportálás a megoldás!      | Teleportation's the Way to Go! |
| Maci-visszaszámlálás          | Bear Countdown                 |
| Lemming Légitársaság          | Lemming Airlines               |
| Komfortmedve                  | Relax Bear                     |
| Macisiklás                    | Bear Gliding                   |
| A lemming hangja              | The Sound of a Lemming         |
| Medve a szélben               | Bear in the Wind               |
| Az építész medve              | Construction Bear              |
| Kung-Fu lemmingek             | Kung Fu Lemmings               |
| Szentivámedvei álom           | A Midsummer Bear's Dream       |
| Üzemi titkok                  | Manufacturing Secret           |
| A medve és az ékszerek        | Bling Bling Bear               |
| Az okos mackó                 | Intellectual Bear              |
| Vudutakaró                    | Voodoo Banket                  |
| Medvenyomat                   | Bear Prints                    |
| Grizzy felügyelő nyomoz       | Inspector Grizzy               |
| Belépni tilos!                | No Entrance!                   |
| Emésztési zavarok             | Lemming Indigestion            |
| Mackó-dúr szonáta             | Sonata in Bear Major           |
| Minimacik                     | Bear Fractions                 |
| Az aranytojást tojó maci      | The Bear That Laid Golden Eggs |
| Expressz tanulás              | Crash Training Course          |
| Távoli maciemlékek            | As Far as Bear As Remember     |
| Vegyi lemmingek               | Chamical Lemmings              |
| Távirányító                   | Remote Control                 |
| A medve és a pillangó         | The Bear and the Butterfly     |
| Ide a teniszcipőmet!          | Get of My Tennis Shoes         |
| Bébicsőszködés                | Baby Sitting                   |
| Maci lakat alatt              | Bear Under Lock and Key        |
| Lemming blues                 | Lemming Blues                  |
| Hólemmingek                   | Snow Lemmings                  |
| Kiterjesztett medve           | Augmented Bear                 |
| Lemmingek nyomás alatt        | Lemmings Under Pressure        |
| Lemmingek az űrben            | Lemmings in Space              |
| A mosómedve szimata           | Sniffer Racoon                 |
| Transzformackó                | Transformation Bear            |
| Medve, rázva                  | Shaken-up Bear                 |
| Piñata buli                   | Piñata Party                   |
| Mackójáték                    | Bear Game                      |
| Lemming vadőr                 | Ranger Lemming                 |
| Halloween mackó               | Halloween Bear                 |
| Tiszta medve                  | Clean Bear                     |
| Vándor lelkek                 | Wandering Spirits              |
| Tükröm, tükröm                | Mirror, Mirror on the Wald     |
| Grizzy, a varázsló            | Grizzy the Wizard              |
| Medve a Holdon                | Moonwalk Bear                  |

### 2. évad (2018–2019)
| Magyar cím                   | Eredeti cím                      |
| ---------------------------- | -------------------------------- |
| Vadkempingezés               | Camping in the Wild              |
| Elragadva                    | Carried Away Bear                |
| Jég és medvék                | Ice & Bears                      |
| A medveifjúság forrása       | Fountain of Bear Youth           |
| Ellenállhatatlan mackó       | Irresistible Bear                |
| Lemminglegó                  | Lemmings Kit                     |
| Medve az időben              | Timeless Bear                    |
| Súlytalan medve              | Weightless Bear                  |
| A medve hívása               | Call Of The Bear                 |
| Legyeskedés                  | Yummy Fly                        |
| Jó medve, rossz medve        | Good Bear, Bad Bear              |
| Supermedve-Cilinder          | Hat Tricks                       |
| Ha nem látsz, itt sem vagyok | No See, No Do                    |
| A lemmingek deszkája         | Lemmings Board                   |
| Kockázatos furikázás         | High-Risk Diving                 |
| Medvejövő                    | Bear Predictions                 |
| Szőrmék és kardok            | Of Fur and Swords                |
| Lemming-strand               | Lemming Beach                    |
| Állati képek                 | Animal Pics                      |
| Medvediéta                   | Bear Diet                        |
| Lufimaci                     | Balloon Bear                     |
| Macipárna                    | Bear Pillow                      |
| Horgok és hurkok macija      | Hooks and Loops Bear             |
| Gyors edzés                  | Fast Workout                     |
| Denevér-Grizzy               | Bat-Grizzy                       |
| Mozgatható alkalmazások      | Moveable Apps                    |
| Vadmodellezés                | Wild Modeling                    |
| A szomszéd mackó             | The Bear Next Door               |
| Irányítóharc                 | Wild Zapping                     |
| Vigyázat: számtalan lemming! | Warning: Unlimited Lemmings      |
| Pattogó mackó                | Bouncing Bear                    |
| Pörgő lemmingek              | Spinning Lemmings                |
| Az álarcos mosómedve         | Masked Raccoon                   |
| Játékszenvedély              | Game Madness                     |
| Házi avatar                  | Household Avatar                 |
| Cudar szellem                | Beastly Genie                    |
| Békét, ne háborút            | Make Peace Not War               |
| Álcázott valóság             | Disguidet Reality                |
| Hajtogató                    | Folds and Folds Again            |
| Rajzfilmes medve             | Cartoon Bear                     |
| XXL medve                    | XXL Bear                         |
| Nem a medve külseje a lényeg | Never Judge a Bear by it's Cover |
| Medveszemüveg                | Bear with Glasses                |
| Védelem alatt álló medve     | Bear under Close Protection      |
| Láthatatlanság               | Zero Visitibily                  |
| Intenzív ápolás              | Intensive Care                   |
| Lemmingrágó                  | Lemming Gum                      |
| Lemmingdzsúz                 | Lemming Juice                    |
| Zen mackó                    | Zen Bear                         |
| Ctrl+Alt+Medve               | Ctrl+Alt+Bear                    |
| Lemming-bowling              | Lemming Bowling                  |
| Gombavadászat                | Mushroom Hunt                    |
| Repülő medve                 | Flying Bear                      |
| Cirkuszi medve               | Big Top Bear                     |
| Elektromos vadőr Lemmingek   | Electro Ranger Lemming           |
| Medveriasztó                 | Bear Reppelent                   |
| Medve a kormány mögött       | Bear Behind The Wheel            |
| Guruló kunyhó                | Rolling Cabin                    |
| A Lemmingek növénye          | Lemmings Plant                   |
| A célpont a medve            | Target Bear                      |
| Északi fény                  | Northern Lights                  |
| Óramű medve                  | Tick Tock bear                   |
| Álom parancsra               | Dreams on command                |
| Elemi Lemmingek              | Elementary Lemmings              |
| Medvecsősz                   | Bear sitter                      |
| Szivárvány rénszarvas        | Rainbow Moose                    |
| Radar medve                  | Radar Bear                       |
| Zorbingoló Lemmingek         | Zorbin Lemmings                  |
| Légi közlekedés              | Air Trafficking                  |
| Lemming tündérmese           | A Lemmings Fairy Tale            |
| Zsákoló Lemmingek            | Slam Dunk Lemmings               |
| Faragatlan maci              | Uncouth Bear                     |
| Falakon át                   | Passing Through Walls            |
| Szárnyaló sas                | Eagle Spirit                     |
| Rockos Lemmingek             | Rock 'N' Lemmings                |
| Szumós Lemmingek             | Hulking Lemmings                 |
| Ős medve                     | Ancestral Bear                   |
| Lemming hókusz pókusz        | Hocus Pocus Lemmingus            |

### 3. évad (2021–2022)
Magyar cím:                                                                                  
- III/1Lemmingszerencse
- III/2Szeres szerencsétlenkedés
- III/3Tai chi lemmingek
- III/4Házi shaolin
- III/5Békíthető ellenségek
- III/6A lemmingek legendája
- III/7Sárkányok és medvék
- III/8Bambuszháború
- III/9Medve a felhők között
- III/10Ernyőtaktika
- III/11Se jin, se jang
- III/12Mechatronikai lecke
- III/13Tűzijátékos kunyhó
- III/14Merülés a vadonba
- III/15Csokis-kókuszos
- III/16Vitorlázó horgászat
- III/17Yummy-kalózok
- III/18Tengeri túra
- III/19Homoklemmingek
- III/20Békétlen edzősködés
- III/21Medve a zűrös vizeken
- III/22Földrengésbiztos mackó
- III/23A versengés szelleme
- III/24Fura rák
- III/25Vesszőfutás a kényelemért
- III/26Kunyhón kívül
- III/27Szülői felügyelet
- III/28Vonzások és lemmingek
- III/29Extrém dominó
- III/30Meglepi-olvadás
- III/31Termikus lemmingek
- III/32Kakukktojás
- III/33Diszkócsillagok
- III/34Pörgő lemmingek
- III/35Sarkköri csillag születik
- III/36Barátom, a pingvin
- III/37Termikus sokk!
- III/38Primitív játékok
- III/39Jeges házikó
- III/40A visszatérő szerelmes
- III/41Álarc-harc
- III/42Dübörgő lemmingek
- III/43Apró bajkeverők
- III/44Mogyoróháború
- III/45Egy szimatnyira
- III/46Szafari expressz
- III/47Álfiókák
- III/48Sziklák harca
- III/49Lemmingtánc
- III/50Jégőrület!
- III/51Álmaidban
- III/52A szuperelektromos házikó
- III/531 + 1 = 1
- III/54Zselé lemmingek
- III/55Gerelyes lemmingek
- III/56Franken-Grizzy
- III/57Lemming a vásznon
- III/58Kakofónia
- III/59Medve báránybőrben
- III/60Zselévilág
- III/61Házibari
- III/62Birkatorna
- III/63Kajafantomok
- III/64Könyvvásár
- III/65Kényelmetlen faház
- III/66A medve, a béka és a szúnyog
- III/67Zenecsata
- III/68Éjjel-nappal
- III/69Dőlt lemmingek
- III/70Játékos botanika
- III/71Generációs probléma
- III/72Kifulladva
- III/73Azték fejtörő
- III/74Kanapébirkózás
- III/75Aranyláz
- III/76Tolvajtempó
- III/77Magasfeszültségű szentjánosbogár
- III/78A viszály koponyája

eredeti cím: 
1. Lemming Fortune
2. Tough Medicine
3. Domestic Shaolin
4. Peaceable Enemies
5. The Legend Of The Lemmings
6. Dragons & Bears
7. Bamboo Warfare
8. Bear In The Clouds
9. Umbrella Tactics
10. Neither Yin, Nor Yang
11. Mechatronics Bear
12. Tai Chi Lemmings
13. Fireworks Cabin
14. Choco-Coco
15. Parasailing Fishing
16. Yummy Pirates
17. Sea Excursion
18. Sand Lemmings
19. Non-Peaceful Coaching
20. Bear In Troubled Waters
21. Earthquake-Proof Bear
22. Diving In The Wild
23. The Spirit Of Competition
24. Outboard Cabin
25. Odd-Job Crab
26. Ordeal Of Comfort
27. Parental Overload
28. The Attraction Of Lemmings
29. Extreme Domino
30. Surprise Deglaciation
31. Thermal Lemmings
32. Substitute Egg
33. Lemming Constellation
34. Spinning Lemmings
35. Polar Super Star
36. My Friend The Penguin
37. Thermal Shock!
38. Primitive Activities
39. Cabin On Ice
40. Return Of The Beloved Being
41. Masked Powers
42. Roaring Lemmings
43. Mini Troubles
44. For Peanuts
45. Within Snout’s Reach
46. Safari Express
47. False Children
48. Game Of Stone
49. Tam-Tam Lemming
50. Ice Madness!
51. Super-Voltaic Cabin
52. In Your Dreams
53. 1 + 1 = 1
54. Jelly Lemmings
55. Javelin Lemmings
56. Franken-Grizzy
57. Lemming On Canvas
58. Musical Discord
59. A Bear In The Sheepfold
60. Jelly World
61. Pet Sheep
62. Sheep Joust
63. Foodie Phantoms
64. Bookfair
65. Unpractical Cabin
66. The Bear, The Frog, And The Mosquito
67. Musical Battle
68. Day And Night
69. Tilted Lemmings
70. Recreational Botany
71. Generation Conflict
72. Breathless
73. Ancient Brainteaser
74. Couch Wrestling
75. Goldrush
76. Theft Reactions
77. High Tension Fireflies
78. Skull Of Discord

## 4. Évad 2023-2024
1. HU
  1. A nap sztárja
  2. Ördögi labirintus
  3. Hangulatos Nest
  4. Erős akarat
  5. Kívánt tájékozódás
  6. 24 karátos csokoládé
  7. Dzsungel ritmusa
  8. A Grizming
  9. A Realért
  10. Kakaófa Spread
  11. Vad mutációk
  12. Mindenféle módon
  13. Kabin a Holdban
  14. Grizzy Akadémia
  15. Megérdemelt
  16. Program Igény szerint
  17. Frosty Cup
  18. Choco Granito
  19. Gyors étkezés
  20. Digitális szelídítés
  21. Glaciális sárgarépa
  22. Gonosz szellem
  23. Hangok és látomások
  24. Jeges Grizzy
  25. Finom emésztési zavar
  26. Yeti kabin
  27. Diós család
  28. Képzelt érvénytelen
  29. Nyerő zsetonok
  30. Marbles játék
  31. Ötcsillagos Bowl
  32. Elveszett tárgy
  33. Crab Crush
  34. Pirates in Sight
  35. Rákkosár
  36. Grizzy Odüsszeája
  37. Repülő homok
  38. Szimfónia Lemmingsnek
  39. Bolygóközi kabin
  40. Kész, kész, Bam!
  41. Termitátor
  42. Apa önmaga ellenére
  43. Megvilágított Lemmings
  44. Bújócska Lemmingek
  45. Éjszakai Din
  46. Szerelem a hűtők iránt
  47. Medve család
  48. Grizzy tíz csapása
  49. Sandbox játékok
  50. Csokoládé betét
  51. Firefly Party
  52. Kulcstartó kabin
  53. Beszéljen a személyzettel
  54. Kung Fu Medve
  55. Desszert gombóc
  56. Sárkány Lemmings
  57. Egy játék lelke
  58. Sword Fighting Lemmings
  59. Álmok hulláma
  60. Run Bear Run
  61. Békés Medve
  62. Lemmings faragása
  63. Grizzy csillag
  64. Virágos meglepetés
  65. Úszó kabin
  66. Grizzy vámpír
  67. Jelentős probléma
  68. Zsonglőr Lemmings
  69. Pied Piper Lemmings
  70. Az unalom iskolája
  71. Experiment Madness
  72. Durva eltávolítás
  73. Were-Lemmings
  74. Grizzy király
  75. Magic Dull
  76. Fonal Medve
  77. Broom Lemmings
  78. Barátságos út
  79. Vissza Kanadába

EN
1. 1. Diabolical Labyrinth
  2. Cozy Nest
  3. Strong Will
  4. Desired Orientation
  5. 24-Carat Chocolate
  6. Jungle Rhythm
  7. The Grizming
  8. For Real
  9. Cocoa Tree Spread
  10. Wild Mutations
  11. Every Which Way
  12. Cabin In The Moon
  13. Grizzy Academy
  14. Well Deserved
  15. Program On Demand
  16. Frosty Cup
  17. Choco Granito
  18. Quick Meal
  19. Digital Taming
  20. Glacial Carrot
  21. Evil Spirit
  22. Sounds and Visions
  23. Iced Grizzy
  24. Yummy Indigestion
  25. Yeti Cabin
  26. Nutty Family
  27. Imaginary Invalid
  28. Winning Tokens
  29. Game of Marbles
  30. Five-Star Bowl
  31. Lost Object
  32. Crab Crush
  33. Pirates in Sight
  34. Crab Basket
  35. Grizzy's Odyssey
  36. Flying Sands
  37. Symphony for Lemmings
  38. Interplanetary Cabin
  39. Ready, Set, Bam!
  40. Termitator
  41. Dad Despite Himself
  42. Illuminated Lemmings
  43. Hide-and-Seek Lemmings
  44. Nocturnal Din
  45. A Love for Fridges
  46. Bear Family
  47. The Ten Plagues of Grizzy
  48. Sandbox Games
  49. Chocolate Deposit
  50. Firefly Party
  51. Keyring Cabin
  52. Talk to the Staff
  53. Kung Fu Bear
  54. Dessert Dumpling
  55. Dragon Lemmings
  56. Soul of a Toy
  57. Sword Fighting Lemmings
  58. Wave of Dreams
  59. Run Bear Run
  60. Peaceful Bear
  61. Carving Lemmings
  62. Star Grizzy
  63. Blossom Surprise
  64. Floating Cabin
  65. Vampire Grizzy
  66. A Sizable Problem
  67. Juggling Lemmings
  68. Pied Piper Lemmings
  69. School of Boredom
  70. Experiment Madness
  71. Rude Removal
  72. Were-Lemmings
  73. King Grizzy
  74. Magic Dull
  75. Yarn Bear
  76. Broom Lemmings
  77. A Friendly Way
  78. Back Into Canada

1. ↑  Grizzy and the Lemmings (TV Series 2016– ) - Release Info. IMDb (angolul) IMDb
2. ↑  Grizzy and the Lemmings (TV Series 2016– ) - Company credits. IMDb (angolul) IMDb
3. ↑  Grizzy and the Lemmings (TV Series 2016– ) - Full Cast & Crew. IMDb (angolul) IMDb
4. ↑  Grizzy and the Lemmings (TV Series 2016– ) - Technical Specifications. IMDb (angolul) IMDb
5. ↑  A Boomerang novemberi újdonságai. Gyerek-Világ (magyarul) (2016. október 12.)  (Hozzáférés: 2016. október 12.) arch Gyerek-Világ
6. ↑  Hírek innen-onnan #117. Gyerek-Világ (magyarul) (2017. január 8.)  (Hozzáférés: 2017. január 8.) arch Gyerek-Világ